# Misþyrming
Misþyrming (transkribiert Misthyrming; dt.  „Folter, Misshandlung“) ist eine isländische Black-Metal-Band. Die Zeitung The Reykjavík Grapevine zählt die Gruppe zu den wichtigsten Vertretern der isländischen Black-Metal-Szene.

## Geschichte
Als Soloprojekt wurde Misþyrming 2013 von D.G. noch während seiner Schulzeit in der Oberstufe ins Leben gerufen. Zu dieser Zeit hatte er bereits das Tapelabel Vánagandr gemeinsam mit seinem Schulfreund und späteren Bassisten der Gruppe, Tomas Isdal, betrieben. Am 7. Februar 2015 erschien ihr Debütalbum beim norwegischen Label Terratur Possessions, wohingegen sich Fallen Empire Records wenige Zeit später für den Vinyl-Vertrieb verantwortlich zeichnete. Noch im gleichen Jahr trat die Gruppe beim Nidrosian Black Mass V Festival nahe der belgischen Hauptstadt Brüssel auf. 2016 erfolgten Auftritte auf dem Eistnaflug Festival und auf dem Roadburn Festival, welcher zahlreiche positive Kritiken nach sich zog und die Gruppe aufgrund ihrer herausragenden Performance bekannter machte. Der Metal Hammer zählte Misþyrming zu den 10 besten Bands Islands 2016. Am 10. Januar 2017 erschien die Split-EP Ivory Stone / Hof in Zusammenarbeit mit Sinmara. Das Liedmaterial für das zweite Album, welches sich bereits seit 2016 in Produktion befand, dann aber aufgrund der geringfügigen Mittel noch einmal komplett neu und professionell im Zeitraum Herbst 2017 bis 2018 aufgenommen wurde, erschien am 22. Mai 2019 über Norma Evangelium Diaboli. Begleitet von den Labelkollegen Darvaza und Vortex of End ging Misþyrming im Anschluss als Headliner auf Europatour. Des Weiteren ist ein Auftritt auf dem Schweizer La Dernière Messe Festival angekündigt. 2023 trat die Band auf dem Howls of Winter-Festival in der estnischen Hauptstadt Tallinn auf. Im November desselben Jahres folgte eine ausgedehnte Europa-Tournee, erneut an der Seite von Darvaza und mit Unterstützung der niederländischen Bands Helleruin und Wrang.

## Rezeption
Gelobt werden der Abwechslungsreichtum, die Dynamik und Komplexität in den Kompositionen. Dabei werden mitunter auch Vergleiche zu älteren Werken von Behemoth und den schwedischen Naglfar gezogen, was Atmosphäre und Melodik betreffe.

Das Underground-Magazin undergrounded.de lobt die Live-Auftritte der Band und attestiert ihr, sie schaffe es, eine dichte Atmosphäre zu erzeugen. Ferner schreibt das Magazin:
"Das Quartett schafft es (...) sein Publikum wahrlich in den Fluten ihrer inhärent melancholischen und doch vollkommen bombastischen Musik zu ertränken." 

## Diskografie
- 2015: Söngvar elds og óreiðu (Album, CD, Terratur Possessions; 12"-Vinyl, Fallen Empire Records; MC, Vánagandr)
- 2017: Ivory Stone / Hof (Split-EP mit Sinmara, 12"-Vinyl, Terratur Possessions; MC, Vánagandr)
- 2019: Algleymi (Album, CD/12"-Vinyl; Norma Evangelium Diaboli)
- 2022: Með hamri (Album, CD/12"-Vinyl; Norma Evangelium Diaboli)

 Beiträge auf Kompilationen 
- 2014: Söngur Heiftar auf MDF XII (CD, Fallen Empire Records)
- 2014: Söngur Heiftar auf Ritual Vol. 1 (FLAC, The Death Of A Modernist)
- 2015: ..Af Þjáningu Og Þrá auf Vánagandr (MC, Vánagandr)
- 2017: Ég Byggði Dyr Í Eyðimörkinni auf Oration MMXVI (CD; Oration Records)